# Civitella di Romagna
Civitella di Romagna (Zivitèla en dialecte romagnol) est une commune italienne de la province de Forlì-Cesena dans la région Émilie-Romagne en Italie.

## Géographie
Le centre habité est situé à environ 30 km au Sud du chef-lieu Forlì, à 238 mètres d’altitude sur la route provinciale S310 le long du fleuve Bidente et son affluent le Ronco. Les communes les plus proches sont : Meldola 21 km, Galeata 2 km, Santa Sofia 10 km.

## Histoire

### La fondation
La date exacte de la fondation est inconnue mais pourrait remonter à la période des Étrusques ou aux Romains.

En 963, des documents attestent que le pays est composé de fermes, de maisons bourgeoises et le château, possession de l’abbé.

Au XIe siècle, le château ainsi que le village sont les terres de la famille de'Guidoni.

En 1204, le pays est soumis à de fortes secousses sismiques.

### Heurts entre Guelfes et Gibelins
Le 14 novembre 1277, Civitella est occupée par les Guelfes florentins.

Le séisme de 1279 détruisit l'abbaye de Sant'Ellero et endommagea le château.
Le pays est occupé par les guelfes et gibelins de Forlì, pour mettre en difficulté le comte de Valbona et ses alliés. Aux alentours de 1289, Stefano Colonna, recteur papal, se fit assigner divers fiefs dont Civitella.
En 1302, Civitella fut assigné à Francesco di Orso Orsini, de la famille du légat papal.
 
En 1316, violents heurts entre guelfes et gibelins au col de Girone.
Les Guelfes de Florence en 1375-1378,  cherchèrent d’empêcher le pape de s’approprier les communes et fiefs en faisant une série d’alliances. Civitella s’immisça peu à peu dans le conflit et obtint le fief d'Andraino de la puissante famille des Umbertini.

En 1393, Civitella est concédé au pape Boniface IX.

### La domination papale
En 1403-1404, Civitella fut assiégé, sans succès, par les Florentins et l’administration fut confiée à Carlo Malatesta de Rimini, famille qui domina le pays jusqu’en 1463..
Le 7 avril 1463, insurrection de la population contre le podestat papal dont l’irascibilité le porta à maltraiter et assassiner un habitant de la cité : l’autorité papale répondit par de violentes représailles. 
À la fin des hostilités, en 1482, le pays reçut le titre de Comté. 
Au XVIe siècle, Civitella fut impliqué dans les sièges de Cusercoli à cause de Catherine Sforza qui ne réussit pas à conquérir le château.  
En 1527,  les lansquenets passèrent par le pays en le saccageant et en commettant des violences pour venger la mort de leur chef. 
Le 1er avril 1556, une présumée apparition de la Beata Vergine della Suasia à un habitant de Civitella, Pasquino da Vignale qui, pour célébrer l’évènement se consacra à la construction d’un sanctuaire.
Vers 1580, Civitella retourna aux mains du Saint Siège, après avoir été racheté par le pape Grégoire XIII. Début d’une période de crise, dominée par la pénurie de grain et à un séisme qui fit 100 victimes. Pénurie qui sévit également en 1587 et 1597.
Au début du XVIIe siècle, débutèrent dans le pays les actes de contrebande de grain et bétail, pratiqués aussi bien par le simple peuple que par la noblesse locale.
En 1661, un séisme qui toucha toute la Romagne (Italie), tua plus de 120 personnes et détruisit complètement le petit pays, sauf le sanctuaire qui resta debout.
À partir de 1718, les fêtes du carnaval se déroulèrent où les riches, déguisés, distribuèrent du grain aux pauvres. 
De nouveau en 1722, les mauvaises récoltes de l’année furent compensées par les excédents des années suivantes.
 
À partir de 1732, fut instaurée la taxe sur le tabac et l’eau-de-vie qui devenait un vice populaire.
Pour lutter contre la contrebande et les brigands, la Garde Nationale de Campagne fut créée en 1803-1809 suivie de la réouverture de la douane en 1813 et 1815.   
En 1815, par le congrès de Vienne, Civitella retourna de nouveau sous l’État pontifical et fut réuni à Cusercoli (aujourd’hui fraction de Civitella).

## Administration
| Période                                  | Période  | Identité               | Étiquette     | Qualité       |
| ---------------------------------------- | -------- | ---------------------- | ------------- | ------------- |
| 08/06/2009                               | En cours | Pierangelo Bergamaschi | Liste civique | Centre gauche |
| Les données manquantes sont à compléter. |          |                        |               |               |

### Hameaux
Castagnolo, Cigno, Civorio, Collina, Cusercoli, Giaggiolo, Nespoli, Petrella, San Paolo, Seggio, Seguno, Voltre

### Communes limitrophes
Césène, Galeata, Meldola, Predappio, Santa Sofia, Sarsina

## Population

### Évolution de la population en janvier de chaque année
| 1861  | 1901  | 1921  | 1951  | 1961  | 1971  | 1981  | 1991  | 2001  |
| ----- | ----- | ----- | ----- | ----- | ----- | ----- | ----- | ----- |
| 4 888 | 6 603 | 7 322 | 7 947 | 5 983 | 4 547 | 4 000 | 3 778 | 3 794 |

| 2011  | - | - | - | - | - | - | - | - |
| ----- | - | - | - | - | - | - | - | - |
| 3 870 | - | - | - | - | - | - | - | - |

### Ethnies et minorités étrangères
Selon les données de l’Institut national de statistique (ISTAT) au 1er janvier 2011 la population étrangère résidente était de 588 personnes.
Les nationalités majoritairement représentatives étaient :
| Pos. | Pays      | Population |
| ---- | --------- | ---------- |
| 1    | Maroc     | 147        |
| 2    | Macédoine | 124        |
| 3    | Albanie   | 82         |
| 4    | Chine     | 59         |
| 5    | Roumanie  | 46         |

## Monuments et lieux d’intérêt
- Sanctuaire de la Beata Vergine della Suasia,
- l’église de Santa Maria in Borgo,
- l’église de Sant’Antonio,
- l’oratoire de San Filippo.

## Culture

### Personnalités liées
À la fin du XIXe siècle, Civitella fut le lieu de naissance de deux personnages historiques : 
- Nicola Bombacci qui en 1921 fonda le Parti Communiste italien,
- Leandro Arpinati qui avec Benito Mussolini fut parmi les fondateurs du fascisme.

- Francesco Di Biasi, juriste

### Fêtes et sacres
- Fiera dei Santi: (foire des saints) le 1er novembre. Grande foire au bestiaux et marché.
- Carnaval civitellese: défilé de chars, deux dimanches de février,
- Sacre de la cerise: la dernière semaine de juin.
- Via Crucis: en avril.

## Sources
- (it) Cet article est partiellement ou en totalité issu de l’article de Wikipédia en italien intitulé « Civitella di Romagna » (voir la liste des auteurs) le 25/05/2012.